# Dualisme filosòfic
En filosofia, el dualisme és la concepció que divideix l'ésser humà en dues parts, una és el cos i l'altra rep diversos noms segons la tradició: esperit, ànima, psique, raó o ment. El dualisme s'oposa al monisme antropològic, que considera que en l'home tot es pot explicar físicament (materialisme) o bé que tot és producte de la ment.

## Tipus de dualisme
Existeixen diferents tipus de dualisme: l'ontològic, que afirma que la realitat està composta realment per dos (o més) esferes, essent només una d'elles material i el dualisme de propietats, que considera que encara que tot provingui del món físic (del cervell en el cas de l'home), després es poden dividir els efectes segons les seves propietats en físics i no estrictament físics i el de predicats. En ambdós casos es considera que allò mental, psíquic, no pot reduir-se a allò físic.

### Dualisme ontològic
El dualisme ontològic té una tradició similar a la del dualisme religiós, ja que considera que el món va ser creat en dos plans diferents, un físic i l'altre que no ho és (per a alguns s'originen alhora i per a altres concepcions neixen d'orígens diferents, com per exemple dos déus). El dualisme en l'ésser humà respondria, doncs, a una divisió prèvia de la realitat.

#### Plató
Plató considerava que la realitat es podia dividir en dos mons: el món sensible i el món de les idees i que existia un paralel·lisme entre aquesta dualitat al cosmos i la dualitat a l'ésser humà, perquè el cos corresponia al món sensible i l'ànima al món intel·ligible. El món sensible, en ser material, està subjecte al canvi i els homes a la mort, mentre que les idees, i l'ànima, són perfectes i eternes, immutables. Estableix, doncs, una jerarquia entre les dues esferes de la realitat, considerant el món no físic com més autèntic (realisme platònic), fins al punt d'afirmar que serveix de model per a l'altre; els cossos no són més que aparences, ombres de la veritable essència, que és sempre abstracta i no física.
L'ànima pertany al món intel·ligible però s'encarna contra la seva voluntat en un cos. El seu objectiu és alliberar-se'n, fet que només aconsegueix amb la mort (doctrina potenciada pel cristianisme, que va accentuar la visió del món terrenal com a presó o vall de llàgrimes). Mitjançant el coneixement, l'exercici de les virtuts i la contemplació de la bellesa, es posa en contacte amb el món de les idees, perquè la idea suprema és una tríada de Veritat-Bé-Bellesa i d'ella depenen tots els altres conceptes que posseeix la persona. Ascendint cap a la idea superior, hom s'allunya de la seva part física i sensible.
En morir l'ànima retorna al món intel·ligible fins a la propera reencarnació. Les religions van prendre aquesta idea i van suposar l'existència d'un món ultraterrenal, al qual s'accedia després de perdre el cos, i que es podia dividir en un Paradís o un Infern segons la conducta observada durant la vida a la Terra.

#### Descartes
Descartes assumeix l'existència no de dos sinó de tres substàncies: la substància pensant o ment, la substància infinita o Déu i la substància extensa o món. Les dues primeres substàncies són no materials i no poden estar subjectes al dubte. Segons la cèlebre màxima "Cogito ergo sum", fins i tot si hom es planteja la seva pròpia existència ja està pensant i, per tant, hi ha quelcom que existeix com a subjecte pensant (jo o ment). L'existència de Déu és indubtable per la seva pròpia perfecció (argument ontològic). Aquestes realitats són no materials, ja que no cal suposar un cervell o part física per admetre els pensaments i la divinitat per definició pertany a un món diferent a la Terra.
La tercera substància, en canvi, equival al món físic. És material i està sempre subjecte al dubte, tal com passava amb Plató, perquè els sentits que la copsen poden enganyar-se i no hi ha certesa de la seva existència, que no és necessària. La identitat personal no rau doncs en el cos sinó en la ment, superior al cos. La relació entre ambdós s'estableix en l'ésser humà a través de la glàndula pineal.

#### Leibniz
Leibniz pensava que existien el cos i la ment per separat i que tenien funcions. Mentre que el cos s'ocupava del dolor, dels reflexos, de la nutrició i altres, la ment atenia als sentiments i altres funcions complexes. Leibniz reconeixia que es podia veure una relació aparent entre fenòmens físics i mentals: per exemple hom decideix agafar un objecte i el cos es coordina per fer-ho. Es preguntava doncs què passava per tal que un estat mental (una decisió, un acte de la voluntat en aquest cas) produís un efecte físic (el moviment). Si ment i cos pertanyen a esferes diferents de la realitat, no poden estar connectades, sinó que simplement ho semblen, perquè hi ha un paral·lelisme entre elles, responent a l'harmonia preestablerta per Déu. Els dos actes transcorren alhora però un no és causa de l'altre, entre ells no hi ha cap més relació que la coincidència en el temps.

#### Multiversos
Modernament s'ha defensat la possibilitat que existeix un multivers o un conjunt d'universos, un dels quals seria on habita l'ésser humà. No tots els universos han de correspondre als mateixos paràmetres o lleis físiques, fins i tot és possible que alguns d'ells no tinguin una existència física sinó purament matemàtica o d'un altre ordre. En aquest supòsit, el cos i el cervell humà s'expliquen amb les lleis de la ciència de l'univers actual, però no es pot descartar l'existència d'altres plans, als quals pot accedir-se en diferents moments de l'espaitemps, almenys des d'un punt de vista teòric.

### Dualisme de propietats
El dualisme de propietats postula un origen físic per als estats mentals, però no els equipara. És a dir, hi ha una interrelació entre el món físic i el món psíquic, però un no es pot reduir a l'altre i no existeix una relació unívoca, com prova el fet que diferents símptomes físics provoquin diferents reaccions en un individu en diversos moments i encara més entre persones.

#### Interaccionisme
L'interaccionisme afirma que existeixen estats mentals i estats físics en l'ésser humà i que no corresponen al mateix ordre explicatiu però que entre ells hi ha relacions causals. Per exemple, la llibertat, que és mental, pot portar una persona a executar un moviment, que és físic. Hom pot somatitzar una pena en forma de febre o malalties físiques. I a la inversa, la mala salut del cos afecta les emocions i distorsiona el pensament i les dades provinents dels sentits afecten i configuren el coneixement conceptual, que no és físic.
L'epifenomen és una variant de l'interaccionisme que afirma que els estats mentals són efecte dels físics però no a la inversa. Així, un estat físic pot provocar un altre físic o un mental però un estat mental només pot produir un estat mental diferent. Molts defensors d'aquesta teoria estan d'acord amb l'emergentisme, que és la teoria que afirma que la ment sorgeix del cervell però l'excedeix.

#### Nominalisme
El nominalisme medieval afirmava que els noms abstractes no existien, només els objectes físics concrets. Per tant, no existia quelcom com "desig" sinó una resposta del cos davant un ésser o cos desitjable. Contemporàniament determinats pensadors admeten l'existència d'un món purament lingüístic, nominal o conceptual diferent del físic. D'aquesta manera, existeix el desig, com a mínim en la ment de qui usa el terme o creu que el sent, encara que pot no correspondre a cap estat físic o bé només a una part (part del desig es pot explicar per l'excitació neuronal, però no tot el que engloba el terme). Donald Davidson és un dels màxims defensors d'aquesta teoria.

## Arguments a favor del dualisme filosòfic
Un primer argument a favor del dualisme seria l'existència dels qualia o contingut subjectiu de la ment. Hom pot veure un cos de color vermell, i estar d'acord amb un altre subjecte que allò es diu justament vermell però ningú no pot assegurar que estiguin percebent exactament el mateix color, perquè podrien estar veient diferents tonalitats però acostumar-se a usar la mateixa etiqueta lingüística. Aquesta percepció o imatge mental del vermell no pot reduir-se a l'existència del vermell físic, ja que no es pot dir amb certesa que un altre subjecte el comparteixi. Amb conceptes més complexos, com els sentiments, encara és més complicada la seva equiparació.
La mecànica quàntica afirma que tot els estats de la matèria són merament probables, com per exemple l'experiment mental del Gat de Schrödinger, que en un moment donat és alhora mort i viu. Si pot pertànyer a la vida i a la mort, és perquè pot estar i no estar alhora, és a dir, ser part del món físic i no ser-ho en un instant concret (que després es determina).
Un tercer argument prové del concepte d'identitat. Encara que es poguessin plantejar dos humans idèntics genèticament, per exemple a través de la clonació, es podria encara distingir entre una i altra persona, hi hauria quelcom diferenciador, com a mínim per a la pròpia consciència. Entre el cos d'un nadó i el cos de la mateixa persona en vint anys no hi ha les mateixes cèl·lules, no és el mateix cos, tanmateix es parla de la mateixa persona, d'un jo que transcendeix els canvis del cos. Els creients equiparen aquesta identitat al do diví de l'ànima humana, els no creients que la defensen la lliguen a una memòria única i una autopercepció que va més enllà del reconeixement del propi cos. Les situacions de persones que se senten en un cos equivocat o aliè, fruit de determinades alteracions al cervell, donen pes a aquesta hipòtesi.

## Arguments en contra del dualisme filosòfic
Un primer argument en contra del dualisme és que no ha estat possible explicar de manera satisfactòria la interacció entre les dues suposades realitats dins l'ésser humà, fet que es resol negant aquesta separació. La majoria d'intents explicatius acaben violant les lleis de la física i no es poden comprovar experimentalment, per tant cal considerar-les com a falses segons el mètode científic. L'estudi dels cervells danyats per accidents o amb estats de consciència alterats per la droga i similars insisteix en la mateixa via: si fossin dues realitats diferents, no pot explicar-se que un canvi físic suposi un de mental. Segons el principi de la navalla d'Occam, cal reduir les entitats al mínim possible i resulta més versemblant suposar un estat mental fruit d'un físic i en conseqüència efecte d'aquest en el mateix pla de l'existència, igual que l'energia es relaciona amb la matèria dins el món perceptible.
La neurociència ha detectat evidències físiques al cervell en els actes mentals, per exemple l'activació de certes àrees en prendre una decisió fins i tot abans que el mateix subjecte en sigui conscient. Si existís la voluntat en una esfera a part, aquesta precediria la seva plasmació neuronal, i no a la inversa. El fet que robots puguin reproduir actes abans atribuïts només al cervell, com el fet de raonar lògicament i poder jugar a escacs, robots que estan creats artificialment sense cap component no físic, reforça aquesta premissa.